# Йосії (Ґумма)
36°15′00″ пн. ш. 138°59′00″ сх. д. / 36.25000° пн. ш. 138.98333° сх. д.
Йо́сії (яп. 吉井町, よしいまち, МФА: [joɕiʲ mat͡ɕi̥]) — містечко в Японії, в повіті Тано префектури Ґумма. Станом на 1 жовтня 2007 площа міста становила 58,35 км². Станом на 1 серпня 2008 населення міста становило 24 682 осіб. 1 червня 2009 року увійшло до складу міста Такасакі.